# 市道176號
市道176號（新山子寮－隆田）是位於臺灣臺南市的一條市道級公路。西起臺南市七股區新山子寮，東至臺南市官田區隆田，全長共計28.735公里。

## 歷史沿革
2018年10月25日，中華民國交通部公告原市道176號11k+294－12k+534路段，改經新生路至銜接台19線後，路線往北與台19線共線至銜接原市道176號處（里程11k+294－12k+309）。原路段解編後改為市區道路移由臺南市佳里區公所接養。路線調整後，路線名稱不變，仍為「新山子寮－隆田」，原總里程為28.960公里，調整後總里程為28.735公里（短鏈0.225公里）。

## 行經行政區域
全線均位於臺南市境內。
| 七股區 | 新山子寮   | 0.000  | （地區道路）          | 公路起點                      |
| 七股區 | 七股交流道 | －     | 台61線                | 台61線僅設南下出入            |
| 七股區 | 新山子寮   | 0.322  | 市道173甲線           |                               |
| 七股區 | 七股交流道 | －     | 台61線                | 台61線僅設北上出入            |
| 七股區 | 鹽埕       | 1.470  | 南25-2線              | 南25-2線終點                  |
| 七股區 | 中寮       | 2.039  | 南25線                | 南25線終點                    |
| 七股區 | 龍山       | 3.898  | 南31線                | 南31線起點                    |
| 七股區 | 七股市區   | 6.263  | 台17線                | 與台17線共線起點              |
| 七股區 | 玉成       | 6.586  | 台17線                | 與台17線共線終點              |
| 七股區 | 鹽埕地     | －     | 南34線                |                               |
| 七股區 | 大寮       | －     | 南29-1線              | 與南29-1線共線起點            |
| 七股區 | 大寮       | －     | 南29-1線              | 與南29-1線共線終點            |
| 七股區 | 大寮       | 8.763  | 南29線                |                               |
| 七股區 | 大寮       | －     |                       |                               |
| 七股區 | 大寮       | －     | （地區道路）          |                               |
| 佳里區 | 佳里市區   | 12.309 | 台19線                | 與台19線共線起點              |
| 佳里區 | 佳里市區   | 12.466 | 台19線                | 與台19線共線終點              |
| 佳里區 | 同安寮     | －     | 南51線                |                               |
| 佳里區 | 子龍       | －     | （地區道路）          |                               |
| 佳里區 | 子龍       | －     |                       |                               |
| 佳里區 | 子龍       | －     | 南47線                | 與南47線共線起點              |
| 佳里區 | 子龍       | 15.465 | 南47線                | 與南47線共線終點              |
| 佳里區 | 子龍       | －     |                       |                               |
| 佳里區 | 子龍       | －     | （地區道路）          |                               |
| 麻豆區 | 麻豆口     | －     | 南49線                |                               |
| 麻豆區 | －         |        |                       |                               |
| 麻豆區 | 小埤頭     | －     | （地區道路）          |                               |
| 麻豆區 | 麻豆交流道 | 18.340 | 國道一號              |                               |
| 麻豆區 | 麻豆市區   | 18.982 | 市道171號 · 市道173號 | 市道173號起點                 |
| 麻豆區 | 麻豆市區   | －     | 南57線                | 南57線終點                    |
| 麻豆區 | 麻豆市區   | －     | 南55線                | 南55線終點                    |
| 麻豆區 | 麻豆市區   | 20.852 | 台19甲線 · 南59線     | 與台19甲線共線起點 南59線終點 |
| 麻豆區 | 麻豆市區   | 21.533 | 台19甲線              | 與台19甲線共線終點            |
| 麻豆區 | 總爺       | 22.840 | 南61線                |                               |
| 麻豆區 | 總爺       | －     |                       |                               |
| 麻豆區 | 總爺       | －     | 市道171甲線           |                               |
| 麻豆區 | 寮子廍     | －     | 南63線                | 與南63線共線起點              |
| 麻豆區 | 寮子廍     | －     | 南63線                | 與南63線共線終點              |
| 麻豆區 | 寮子廍     | －     | 南318線               | 南318線起點                   |
| 官田區 | 西庄       | －     | 南62線                | 南62線起點                    |
| 官田區 | 26.056     |        |                       |                               |
| 官田區 | 隆田       | －     | 南62線                | 南62線終點                    |
| 官田區 | 隆田       | －     | 南65線                | 南65線起點                    |
| 官田區 | 隆田       | 28.735 | 台1線                 | 公路終點                      |
| 共線   |            |        |                       |                               |

## 沿線路名
- 新生路
- 佳東路
- 麻佳路
- 新生北路
- 中山路
- 勝利路
- 興隆街

## 沿線設施與景點
- 七股交流道（ 台61線）
- 七股鹽山
- 臺灣鹽博物館
- 臺南市七股區光復生態實驗小學
- 臺南市七股區龍山國民小學
- 臺南市七股區七股國民小學
- 臺南市立昭明國民中學
- 臺南市七股區大文國民小學
- 臺南市立佳里國民中學
- 佳里第四角寧安宮
- 佳里金唐殿
- 臺南市佳里區子龍國民小學
- 佳里子龍廟
- 麻豆工業區
- 麻豆交流道（ 國道一號）
- 麻豆文衡殿
- 國立曾文高級農工職業學校
- 臺南市麻豆區文正國民小學
- 麻豆水堀頭遺址
- 葫蘆埤自然公園
- 臺南市官田區隆田國民小學